# Костёл Святого Казимира (Павовере)
Костёл Святого Казимира — католический храм в селе Павовере Швенченского района Литвы.

## История
Владельцы имения Павовере в 1775 году построили деревянную церковь. В 1781 году упоминается приходская школа. В 1851 году церковь была отремонтирована, построена звонница.
3 декабря 1867 года в этой церкви крестился Юзеф Пилсудский (1867—1936), родившийся в соседнем имении Залавас. На перилах органного хора висит мемориальная доска размером 1,71x1,21 см с надписью на польском языке «Церковь Сорокполе. Крещение маршала Иосифа Пилсудского — главнокомандующего нацией. От этого сына земли».

## Архитектура
Храм сооружён в стиле классицизма, прямоугольной формы, имеет две ризницы. Перед входом пристроено крыльцо с четырьмя колоннами.

## Галерея

Костёл Святого Казимира в Павовере
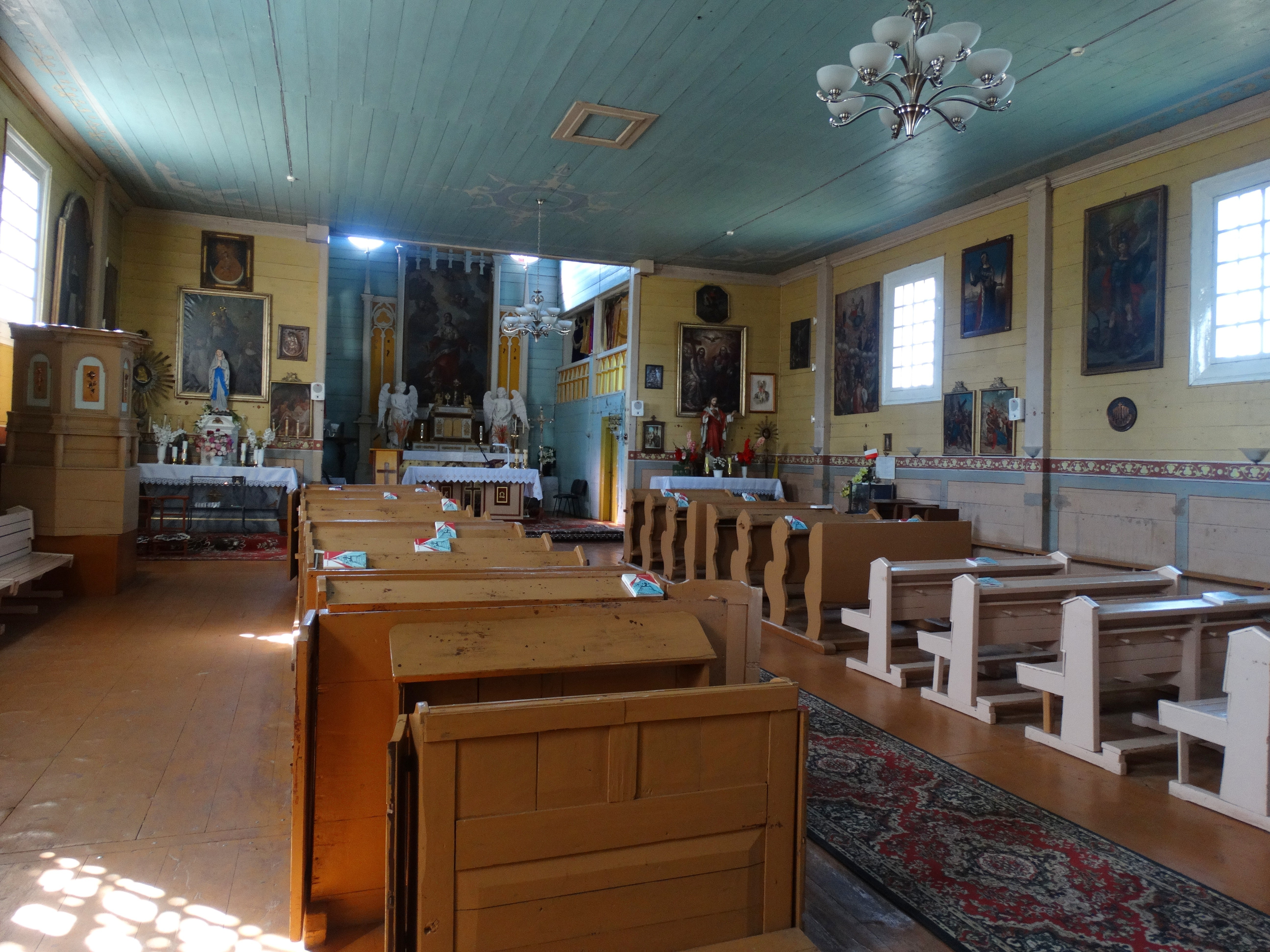
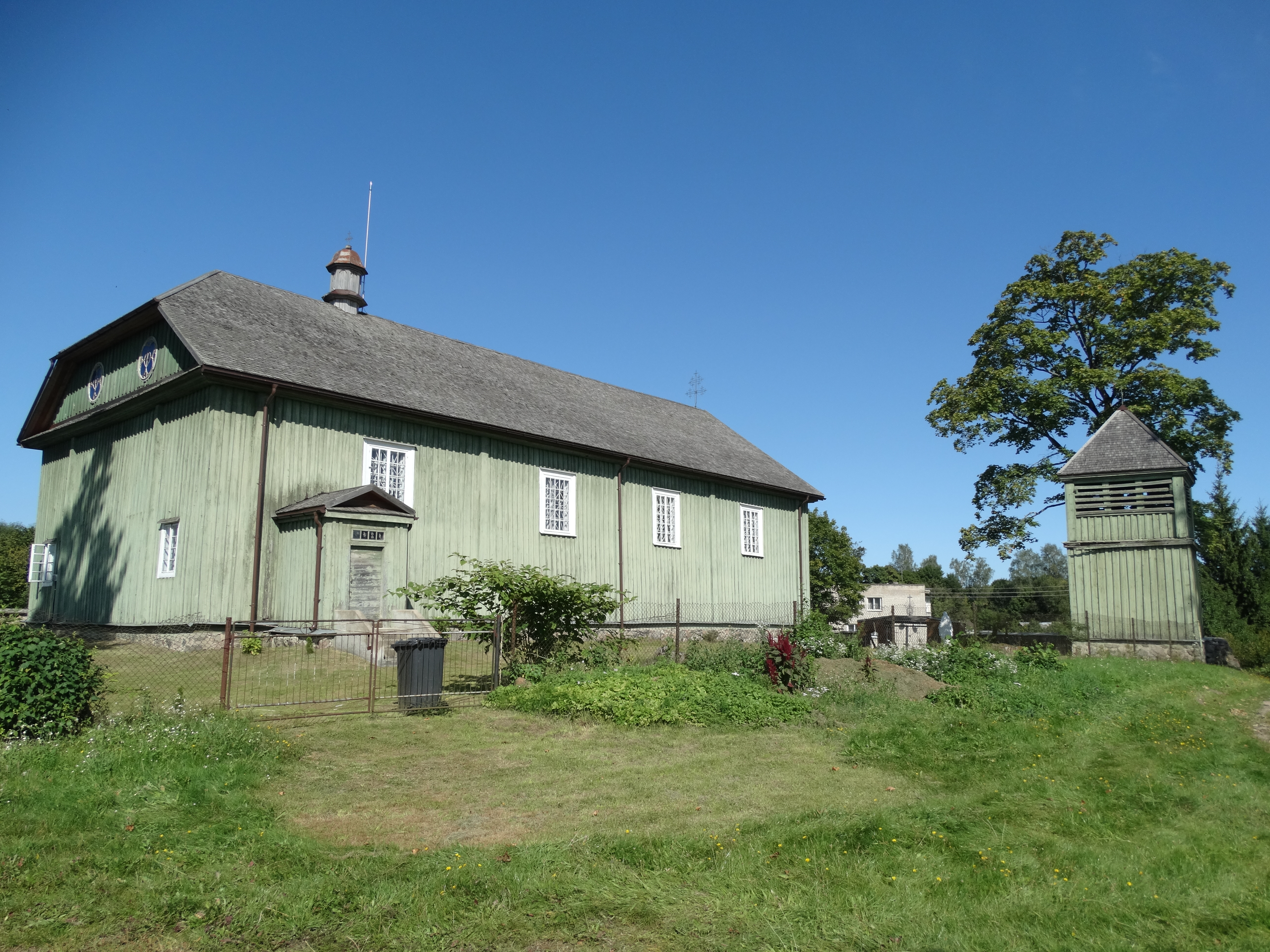
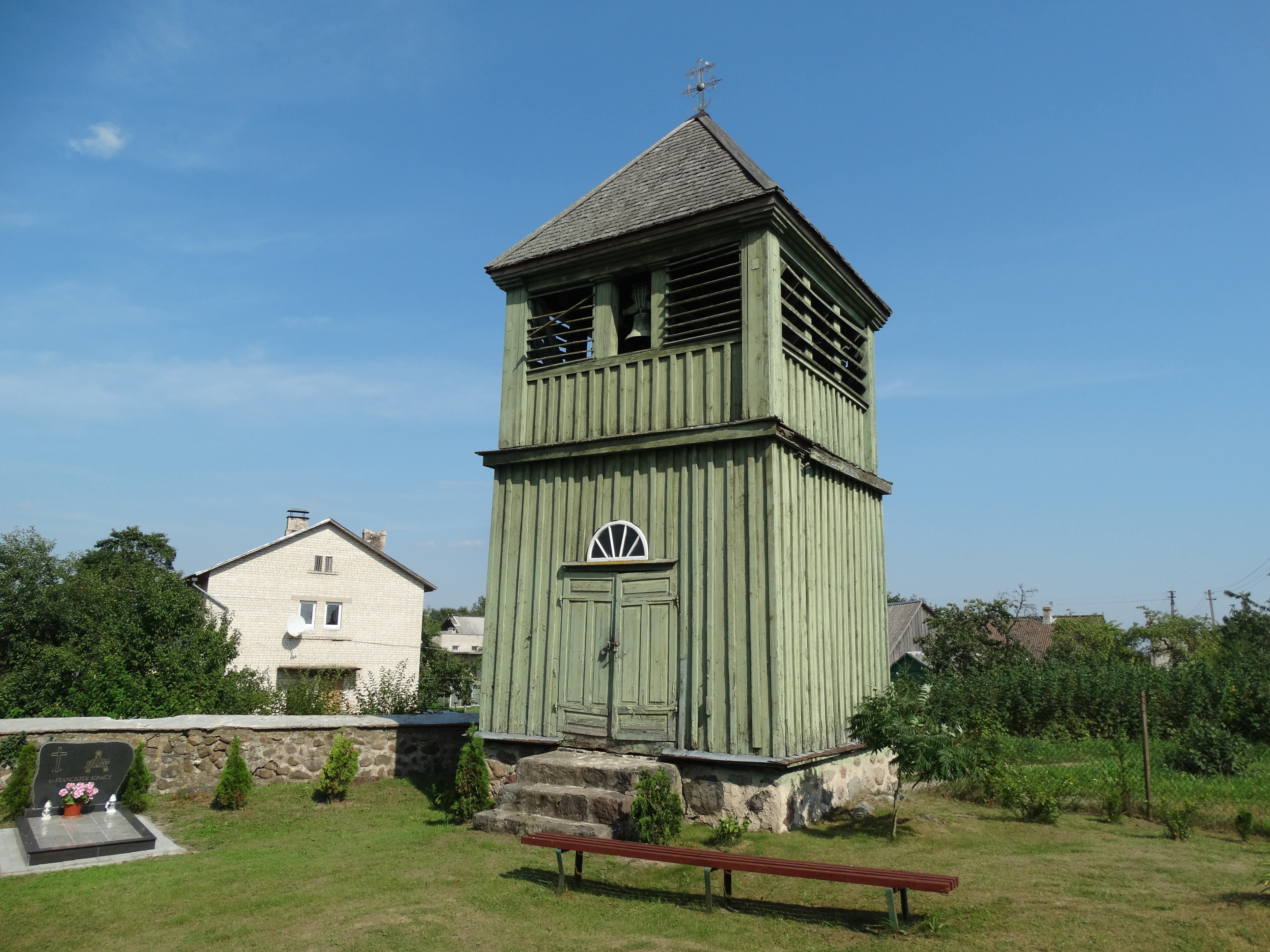
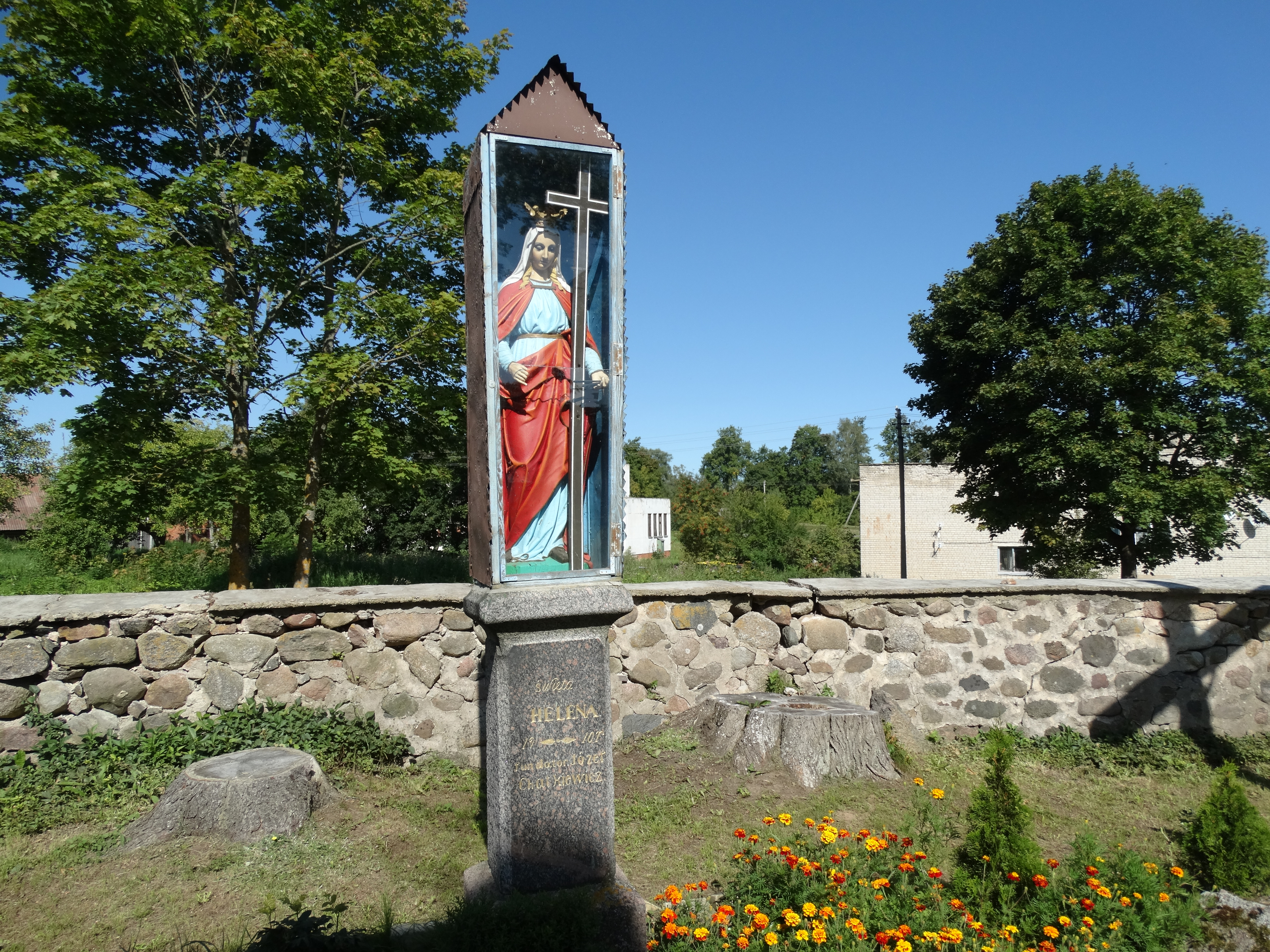
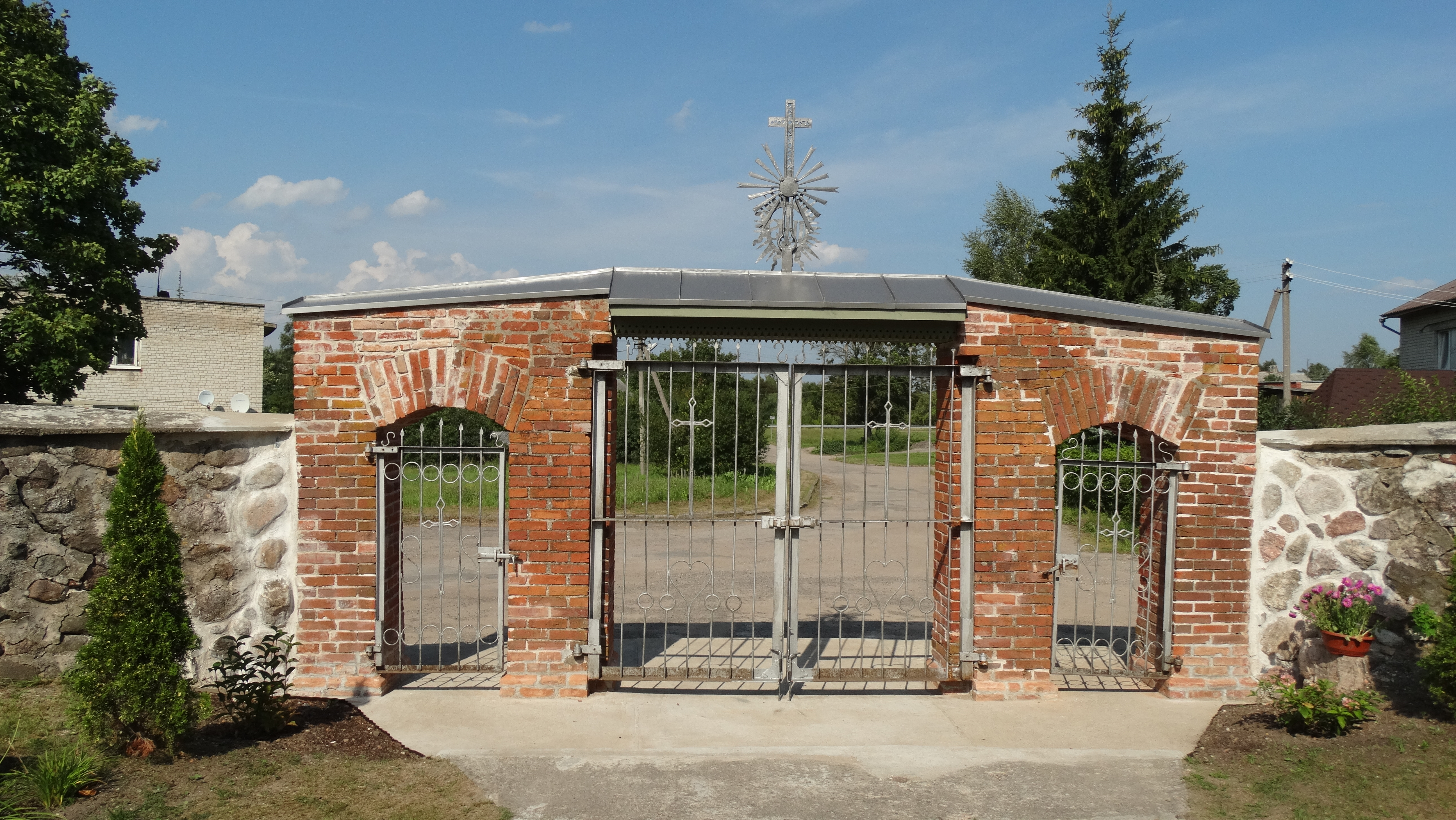